# Megasema candelisequa
Megasema candelisequa là một loài bướm đêm trong họ Noctuidae.